# ジャイメ・シモンイス
ジャイメ（Jaime）こと、ジャイメ・ダニエル・メロン・シモンイス（Jaime Daniel Melão Simões 、1989年6月11日 - ）は、ポルトガル・サンタレン出身のプロサッカー選手。SCコヴィリャン所属。ポジションは、ディフェンダー（センターバック）。